# إليشا غراي
إليشا غراي (بالإنجليزية: Elisha Gray)‏ مخترع أمريكي، ولد في 2 آب 1835 في بارنسفيل بـأوهايو ومات في 21 يناير 1901 في نيوتونفيل بماساتشوستس.

## السيرة الذاتية والاختراعات المبكرة
ولد غراي في بارنسفيل، أوهايو، ابن كريستيانا «إدغيرتون» وديفيد غراي. كانت عائلته من «الكويكرز» «جمعية الأصدقاء الدينية». نشأ في مزرعة. أمضى عدة سنواتٍ في كلية أوبرلين حيث قام بتجارب بالأجهزة الكهربائية. على الرغم من أن غراي لم يتخرّج، فقد قام بتدريس الكهرباء والعلوم هناك وبنى معدات مخبرية لأقسامها العلمية.
في عام 1862 أثناء تواجده في أوبرلين، التقى غراي وتزوج من ديليا مينيرفا شيبارد.
في عام 1865، اخترع غراي مُرحّل التلغراف الذاتي الضبط والذي يتكيّف تلقائيًا مع العزل المتغيِّر لخط التلغراف. في عام 1867، تلقّى غراي براءة اختراع للاكتشاف، وهو الأول من بين أكثر من سبعين اكتشافًا.
في عام 1869، أسّس إليشا غراي وشريكه إينوس إم بارتون شركة غراي وبارتون في كليفلاند بولاية أوهايو لتزويد معدات التلغراف للشركة العملاقة ويسترن يونيون للتلغراف. فُصلت أعمال التوزيع الكهربائي فيما بعد ونُظِّمت في شركة منفصلة، شركة غراي بار الكهربائية. وُظِّف بارتون من قبل ويسترن يونيون لفحص واختبار المنتجات الجديدة.
في عام 1870 رُتِّب تمويل شركة غراي وبارتون من قبل الجنرال آنسون ستاغر، المشرف على شركة ويسترن يونيون للتلغراف. أصبح ستاغر شريكًا نشطًا في شركة غراي وبارتون وظل في مجلس الإدارة. نُقلت الشركة إلى شيكاغو بالقرب من هايلاند بارك. تخلّى غراي لاحقًا عن منصبه الإداري ككبير المهندسين للتركيز على الاختراعات التي يمكن أن تفيد في صناعة التلغراف. مُوّلت اختراعات غراي وتكاليف براءات الاختراع من قبل طبيب الأسنان، الدكتور سامويل إس وايت من فيلادلفيا، الذي صنع ثروة من إنتاج الأسنان الخزفية. أراد وايت أن يركّز غراي على التلغراف الصوتي الذي وعد بأرباح ضخمة بدلاً مما بدا أنه اختراعات متنافسة غير واعدة مثل الهاتف، اتّخذ وايت قرارًا في عام 1876 بإعادة توجيه اهتمام غراي للهاتف.
في عام 1870، طوّر غراي معلنة إبرية للفنادق وأخرى للمصاعد. كما طور طابعة ميكرفونية التي تملك لوحة مفاتيح كاتبة وتطبع الرسائل على شريط ورقي.
في عام 1872، مُولت ويسترن يونيون من قبل شركة فاندربيلتس وجي بي مورغان، واشترت ثلث شركة غراي وبارتون وغيرت الاسم لـ شركة ويسترن الصناعية الكهربائية لشيكاغو. واصل غراي بالاختراع لويسترن الكهربائية.
في عام 1874، تقاعد غراي لإجراء بحوث وتطويراتٍ مستقلة. تقدّم غراي للحصول على براءة اختراع على التلغراف المتناغم الذي يتكون من أجهزة إرسال متعددة النغمات، التي تتحكم في كل نغمة بمفتاح تلغراف منفصل. قدّم غراي العديد من العروض الخاصة لهذا الاختراع في نيويورك وواشنطن العاصمة في مايو ويونيو 1874.
كان غراي عضوًا في ميثاق الكنيسة المشيخية في هايلاند بارك، إلينوي. في الكنيسة، في 29 ديسمبر 1874، قدّم غراي أول عرض علنيّ لاختراعه لنقل نغمات موسيقية ونقل «ألحان مألوفة عبر سلك التلغراف» وفقًا لإعلانٍ نشرته إحدى الصحف. كانت هذه واحدة من أولى الآلات الموسيقية الكهربائية التي تستخدم دارات كهرومغناطيسية متذبذبة والتي كانت عبارة عن مذبذبات أحادية النغمة تديرها لوحة مفاتيح بيانو ثنائية «الأوكتاف» (الجواب). يستخدم «التلغراف الموسيقي» القصبات الفولاذية التي أنشئت تذبذباتها بواسطة المغناطيس الكهربائي ونقلها عبر سلك التلغراف. قام غراي أيضًا في تصاميم لاحقة بإنشاء مكبر صوت بسيط يتكون من غشاء متذبذب في حقل مغناطيسي لجعل النغمات المذبذبة مسموعة ومرتفعة في الطرف المتلقي. في عام 1900، عمل غراي على جهاز إشارة تحت الماء. بعد وفاته في عام 1901، منح المسؤولون الاختراع لكلية أوبرلين. بعد بضع سنوات اعترف به باعتباره مخترع جهاز الإشارة تحت الماء.
في 27 يوليو 1875، مُنح غراي براءات الاختراع الأمريكية 166,095 عن التلغراف الكهربائي لنقل النغمات الموسيقية «التلغراف الصوتي».

## الهاتف
بسبب معارضة سامويل وايت لعمل غراي على الهاتف، لم يخبر غراي أي شخص عن اختراعه لنقل الأصوات حتى 11 فبراير 1876 «الجمعة». طلب غراي من محامي براءات الاختراع وليام د بالدوين إعداد «إبلاغ» لتقديمه إلى مكتب براءات الاختراع الأمريكي. كان الإبلاغ يشبه طلب براءة اختراع مؤقتة مع الرسومات والوصف ولكن دون طلب الفحص.
في صباح يوم الاثنين 14 فبراير، 1876، وقّع غراي ووثّق الإبلاغ الذي وصف هاتفًا يستخدم جهاز إرسال سائل. قدّم بالدوين الإبلاغ إلى مكتب براءات الاختراع الأمريكي. في صباح ذلك اليوم نفسه، قدّم محامي ألكساندر جراهام بيل طلب براءة اختراع بيل. الطلب الذي وصل أولاً هو موضع خلاف ساخن، على الرغم من اعتقاد غراي أن إبلاغه وصل قبل ساعات قليلة من طلب بيل. كان محامو بيل في واشنطن العاصمة ينتظرون طلب براءة الاختراع لبيل لعدة أشهر، بموجب تعليمات بعدم تقديمه في الولايات المتحدة الأمريكية حتى تقديمه في بريطانيا أولاً. «في ذلك الوقت، كانت بريطانيا تصدر فقط براءات اختراع للاكتشافات التي لم تكن حاصلة على براءة اختراع سابقة في أي مكان آخر.»
وفقًا لإيفنسون، خلال عطلة نهاية الأسبوع في الفترة من 12 إلى 14 فبراير 1876، وقبل تقديم أي إبلاغ أو طلب في مكتب براءات الاختراع، علم محامي بيل عن فكرة جهاز الإرسال السائل في إبلاغ غراي الذي سيقدّم في وقت مبكّر صباح الاثنين 14 فبراير. ثم أضاف محامي بيل سبع جمل تصف جهاز الإرسال السائل وادّعى أن المقاومة المتغيّرة تعود لمشروع طلب بيل. بعد أن أعاد كاتب المحامي كتابة المسودة كطلب براءة اختراع مكتمل، قام محامي بيل بتسليم الطلب النهائي إلى مكتب براءات الاختراع قبل ظهر يوم الاثنين مباشرة، بعد ساعات قليلة من تسليم إبلاغ غراي بواسطة محامي غراي. طلب محامي بيل تسجيل طلب بيل على الفور وتسليمه يدويًا إلى الفاحص يوم الاثنين حتى يتمكن بيل لاحقًا من الادعاء بأنه وصل أولاً. كان بيل في بوسطن في هذا الوقت ولم يكن يعلم أن طلبه قد قُدم. 
بعد خمسة أيام، في 19 شباط «فبراير»، لاحظ زينس فيسك ويلبر، فاحص براءة الاختراع لكل من طلب بيل والإبلاغ من غراي، أن طلب بيل ادعى نفس ميزة المقاومة المتغيّرة الموضحة في إبلاغ غراي. علّق ويلبر طلب بيل لمدة 90 يومًا لمنح غراي وقتًا لتقديم طلب براءة اختراع منافس. أعطى التعليق بيل أيضًا وقتًا لتعديل ادعاءاته لتجنُّب التداخل مع طلب براءة اختراع مبكّر لغراي الذي ذكر تغيير شدّة التيار الكهربائي دون قطع الدارة، حيث بدا للفاحص أن بيل كان يدعي وأنه «تيار غير موجي». مثل هذا التداخل من شأنه أن يؤخّر تطبيق بيل حتى يقدّم بيل دليلًا على أنه قد اخترع تلك الميزة قبل غراي، بموجب قواعد أوّل من اخترع.
أرسل محامي بيل له بالتلغراف والذي كان لا يزال في بوسطن أن يأتي إلى واشنطن العاصمة. عندما وصل بيل في 26 فبراير، زار بيل محاميه ثم زار الفاحص ويلبر الذي أخبر بيل أن إبلاغ غراي أظهر جهاز إرسال سائل وطلب من بيل إثبات أن فكرة جهاز الإرسال السائل «الموصوفة في تطبيق براءة اختراع بيل على أنه يستخدم الزئبق كمادة سائلة» اخترعها بيل. أشار بيل إلى تطبيق مقدّم من قبله قبل عام حيث استخدم الزئبق في قاطع الدارة. قبل الفاحص هذه الحجة، على الرغم من أن الزئبق لن يعمل في جهاز إرسال الهاتف. في 29 فبراير، قدّم محامي بيل تعديلاً لادعاءات بيل الذي ميّزهم عن إبلاغ غراي وطلب غراي السابق. في 3 مارس، وافق ويلبر على طلب بيل وفي 7 مارس 1876، نُشرت براءة الاختراع الأمريكية 174,465 بواسطة مكتب براءات الاختراع الأمريكي.

## روابط خارجية
- إليشا غراي على موقع الموسوعة البريطانية (الإنجليزية)